# Europees kampioenschap zeilwagenrijden 2003
Het Europees kampioenschap zeilwagenrijden 2003 was een door de Internationale Vereniging voor Zeilwagensport (FISLY) georganiseerd kampioenschap voor zeilwagenracers. De 41e editie van het Europees kampioenschap vond plaats in het Belgische De Panne. 

## Uitslagen
| klasse     | Goud                        | Zilver                            | Brons              |
| ---------- | --------------------------- | --------------------------------- | ------------------ |
| Standart ♂ | Anthony Cottard             | Sylvain Lebaillif                 | René Hingant       |
| Standart ♀ | Véronique Ribaud de Gineste | Marie-Christine Ribaud de Gineste | Rebecca Dauwe      |
| Klasse 2   | Pascal Demuysere            | Johan Sobry                       | Didier Gervais     |
| Klasse 3   | Hélène Cazier               | François Grard                    | Loic Dupret        |
| Klasse 5   | Xavier Faucon               | Aurélien Morandière               | Alban Morandière   |
| Klasse 8   | Armin Schwarz               | Florian Kerker                    | Dominik Zimmermann |

1963 ·
1964 ·
1965 ·
1966 ·
1967 ·
1968 ·
1969 ·
1970 ·
1971 ·
1972 ·
1973 ·
1974 ·
1975 ·
1976 ·
1977 ·
1978 ·
1979 ·
1980 ·
1981 ·
1982 ·
1983 ·
1984 ·
1985 ·
1986 ·
1987 ·
1988 ·
1989 ·
1990 ·
1991 ·
1992 ·
1993 ·
1994 ·
1995 ·
1996 ·
1997 ·
1998 ·
1999 ·
2000 ·
2001 ·
2002 ·
2003 ·
2004 ·
2005 ·
2006 ·
2007 ·
2009 ·
2010 ·
2011 ·
2013 ·
2015 ·
2016 ·
2017 ·
2019 ·
2020 ·